# Lükopoliszi János
Lükopoliszi Szent János, más nevein Remete János, Egyiptomi János vagy Lycopolis János (305 körül  – 394); a Nitriai-sivatag egyik remetéje volt, az ún. „sivatagi atyák” egyike. Huszonöt éves korában feladta a világi életét, hogy a sivatagban imával keresse Istent.
Az életéről a két fő forrás a 4. század végi Ægypto-i Historia monachorum, továbbá az 5. század eleji Historia Lausiaca (Lausiaca története), ahol a 35. fejezet tárgyalja.

## Élete
Egyiptomban született. A szülei szegények voltak, ő pedig ácsnak tanult. 25 évesen a világtól visszavonult ember lett, és egy idős remete irányítása alatt kezdett élni.
Egy évtizedet töltött vele, aki útmutatást adott és tanította őt. Amikor a remete meghalt, a következő öt évet utazással és kolostorok látogatásával töltötte.
Alban Butler hagiográfus szerint kezdetben olyan abszurdnak tűnő cselekedeteket végzett, mint például a sziklák egyik helyről a másikra görgetése és az elhalt fák megművelése. Végül egy szikla tetejére húzódott, ahol került minden emberi érintkezést. Ott három kis üreget vágott a sziklafalba: egyet az alváshoz, egyet a munkához és egyet az imádkozáshoz. Aztán befalazta magát, csak egy kis rést hagyott meg. Ezen a résen keresztül kommunikált azokkal az emberekkel, akik ritkán hoztak neki élelmet és vizet.
Hetente öt napot egyedül töltött; ilyenkor gyakran Istenhez imádkozott, míg heti két nap olyan emberekkel beszélgetett, akik lelki támaszt kerestek vagy tanácsért jöttek hozzá. Gyakran tömegek gyűltek össze ezen a két napon, hogy hallják a prédikációját. Más aszkéták és remeték példaként és apaként tekintettek rá, és sokan keresték a bölcsességért, köztük a császár is.
Ő maga többnyire napnyugtáig nem evett, és a feljegyzések szerint ötven évig csak szárított gyümölcsökön és zöldségekből álló étrenden élt. A kenyeret elutasította és főtt ételt szinte soha nem evett. Élete végéig így élt.
Azt tartották róla, hogy a prófétálás isteni ajándékával rendelkezik; részleteket tudott olyan emberek életéből, akikkel soha nem találkozott. Nagy Theodosius császárnak például megjósolta a győzelmeit, míg élete megírójának, Palladiosz szerzetesnek pedig a püspöki rangot.
A közel korabeli Szent Ágoston azt írta róla, hogy ördögök kísértették, és csodás gyógyításokat végzett. Ágoston szerint egy nőt is meggyógyított a vakságából. Theodosius császárról szóló jóslásait ő is említi.

## Tisztelete
Ünnepe a nyugati egyházakban március 27-e, az ortodox kereszténységben június 12-e.